# Église Saint-Antonin-de-Pamiers de Châtres
L'église Saint-Antonin-de-Pamiers (ou parfois église Saint-Antoine, ou Saint-Antoine-et-Saint-Félix) est une église située à Châtres, en Seine-et-Marne, France.

## Description
L'église Saint-Antonin-de-Pamiers s'élève au centre du bourg de Châtres, commune rurale du centre la Seine-et-Marne. Il s'agit d'un édifice de forme rectangulaire, divisé en trois nefs comprenant chacune quatre travées.

## Historique
L'église serait construite entre 1180 et 1220 ; le sanctuaire et le chœur dateraient du XIIIe siècle, la charpente du XVIe siècle.
L'édifice est inscrit en novembre 2021 au label « Patrimoine d'intérêt régional ».

## Patrimoine mobilier
L'église comporte un ensemble mobilier protégé au titre des monuments historiques :
- Bancs de fidèles (nef et bas-côtés)[2] ;
- Bénitier du XVIIIe siècle avec fût terminé par des grosses volutes et un vasque rapportée en forme de coquille (entrée)[3] ;
- Bénitier en pierre taillé, daté du XIXe siècle (entrée de la nef)[4] ;
- Cloche en bronze datant de 1782, nommée Antoinette[5] ;
- Confessionnal à trois loges ; la loge centrale, pour le confesseur, est fermée par une porte à barreaux tournés[6] ;
- Statue d'un Christ en croix (bois taillé peint)[7] ;
- Statue représentant possiblement saint Félix (bois taillé peint polychrome)[8] ;
- Statue d'un saint évêque (bois taillé peint polychrome)[9] ;
- Tableau représentant l'Annonciation (peinture à l'huile)[10] ;
- tableaux : Vierge à l'Enfant avec sainte Élisabeth ; Saint Jean-Baptiste et saint évêque (peinture à l'huile sur toile, bas-côté gauche)[11].
- Verrière représentant le baptême de Clovis (chevet)[12] ;
- Verrière représentant la Nativité de la Vierge (mur sud de la chapelle sud)[13] ;